# Найколюк, Лаврентий Дмитриевич
Лаврентий Дмитриевич Найколюк — советский хозяйственный, государственный и политический деятель, Герой Социалистического Труда.

## Биография
Родился в 1916 году в селе Майдан. Член КПСС с 1940 года.
Участник Великой Отечественной войны, помощник командира 487-го Краснознамённого полка по снабжению 143-й стрелковой Конотопско-Коростельской Краснознамённой ордена Суворова дивизии. С 1946 года — на хозяйственной, общественной и политической работе. В 1946—1976 гг. — председатель колхоза «Перемога» Винницкого района Винницкой области. 
Указом Президиума Верховного Совета СССР от 26 февраля 1958 года присвоено звание Героя Социалистического Труда с вручением ордена Ленина и золотой медали «Серп и Молот».
Умер в селе Майдан в 1980 году.